# Pseudaristeus gracilis
Pseudaristeus gracilis är en kräftdjursart som först beskrevs av Charles Spence Bate 1888.  Pseudaristeus gracilis ingår i släktet Pseudaristeus och familjen Aristeidae. Inga underarter finns listade i Catalogue of Life.